# Tiếng lóng trong tiếng Việt
Tiếng lóng hay từ lóng trong tiếng Việt là các từ vựng hạn chế về mặt thành phần và tầng lớp sử dụng. Trong từng trường hợp khác nhau thì tiếng lóng được sử dụng song song với ngôn ngữ toàn dân nhưng hạn chế về số lượng sử dụng đồng thời, tiếng lóng có khả năng thay đổi về theo thời gian. Đây là những từ mà các tầng lớp người sáng tạo ra nó muốn thông qua nó để bọc lộ cái riêng của tập thể mình, không muốn cho người ngoài biết. Đa số các từ lóng có nguồn gốc và được sử dụng tại một số địa phương nhất định, ở miền Bắc, Trung, Nam.
Từ lóng trong tiếng Việt là tập hợp các từ hiếm gặp trong từ điển tiếng Việt, thuộc loại biệt ngữ xã hội. Một trong các tầng lớp xã hội thường xuyên sử dụng là những người trẻ. Các từ này được dùng rộng rãi ở những nơi như: blog, diễn đàn trực tuyến, chat... và đôi khi là không thể thiếu. Một số không ít từ đã là "ngôn ngữ chính" của các cư dân mạng. Đặc biệt từ lóng còn được giới trẻ hiện nay như Gen Z sử dụng rất nhiều.